# Sericominolia stearnsii
Sericominolia stearnsii là một loài ốc biển, là động vật thân mềm chân bụng sống ở biển thuộc họ Trochidae, họ ốc đụn.

## Miêu tả
The shell of an adult varies between 3.5 mm and 10 mm.

## Phân bố
Chúng phân bố ở Pacific Ocean along Philippines và Nhật Bản.